# آدولفو رویز کورتین
آدولفو رویز کورتین (انگلیسی: Adolfo Ruiz Cortines; زاده ۳۰ دسامبر ۱۸۸۹ – درگذشته ۳ دسامبر ۱۹۷۳) سیاستمدار، و پرسنل نظامی اهل مکزیک بود.
وی از ۱۹۵۲ تا ۱۹۵۸ رئیس‌جمهور مکزیک بود.